# Harold C. Ostertag

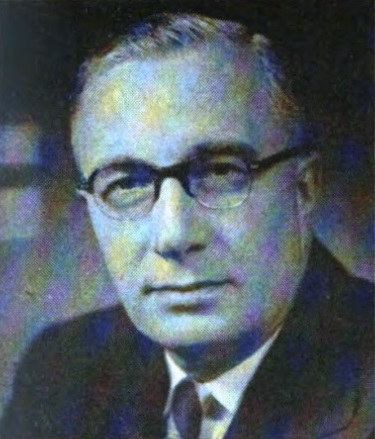
Harold C. Ostertag

Harold Charles Ostertag (* 22. Juni 1896 in Attica, Wyoming County, New York; † 2. Mai 1985 in Pompano Beach, Florida) war ein US-amerikanischer Politiker, Mitglied der Republikanischen Partei und Abgeordneter des US-Repräsentantenhauses für den Bundesstaat New York.

## Leben
Nach dem Besuch öffentlicher Schulen, einem Abschluss am Chamberlain Military Institute (1915) und Teilnahme am Ersten Weltkrieg arbeitete Ostertag für die New York Central Railroad von 1917 bis 1950. Ostertag war von 1932 bis 1950 Abgeordneter der New York State Assembly sowie anschließend von 1951 bis 1965 Abgeordneter des Repräsentantenhauses für den Bundesstaat New York. Ferner wurde er mehrfach (1952, 1956 und 1960) zum Delegierten bei der Republican National Convention gewählt, einer alle vier Jahre stattfindenden Versammlung, um den Kandidaten der Republikanischen Partei für die Wahl zum US-Präsidenten zu nominieren und das Parteiprogramm festzulegen.